# ريوبامبا
ريوبامبا مدينة في الإكوادور، وتُعرف أيضًا بالعديد من الأسماء مثل مهد القومية الإكوادورية، سلطانة بلاد الأنديز والمدينة الجميلة ومدينة الأوليات وقلب الوطن نظرًا لتاريخها وجمالها، ريوبامبا هي عاصمة محافظة تشيمبوراثو تقع المدينة جغرافيًا في وسط الإكوادور ، على ارتفاع 2.750 من السلسة الجبلية لجبال الأنديز، والمدينة محاطة بالعديد من البراكين مثل تشيمبوراثو وتونغوراهوا والألتار.

## أعلام
- لويس كوستالس
- باسيفيكو شاريبوغا
- لوز إليسا بورخا مارتينيز
- خوان دي بيلاسكو
- خوليو تيودورو سالم
- مرسيدس دي خيسوس مولينا